# No Way Out (2001)
No Way Out (2001) — это PPV-шоу по рестлингу, проводимое World Wrestling Federation (WWF, ныне WWE). Состоялось 25 февраля 2001 года в Парадайс, Невада на арене «Томас и Мак Центр».
Это было последнее PPV-шоу WWF в эпоху Monday Night Wars с 4 сентября 1995 года по 26 марта 2001 года, во время которой программы Monday Night Raw и Monday Nitro от WCW конкурировали за рейтинги в еженедельном вечернем таймслоте понедельника, что сейчас широко рассматривается как «золотой век» рестлинга. Это шоу считается одним из лучших PPV-шоу WWE всех времен.
На шоу было запланировано семь матчей по рестлингу. В главном событии Скала победил Курта Энгла в стандартном рестлинг-матче и завоевал титул чемпиона WWF, несмотря на вмешательство Биг Шоу. Другим примечательным матчем был матч «Три стадии ада», в котором Трипл Эйч победил Стива Остина.

## Результаты
| №                             | Матч | Тип матча | Время |
| ----------------------------- | --- | --- | ----- |
| 1H                            | Рикиши победил Мэтта Харди по дисквалификации                                                           | Одиночный матч | 3:50  |
| 2                             | Биг Шоу победил Ворона                                                                                  | Хардкорный матч за титул хардкорного чемпиона WWF                                                                      | 6:13  |
| 3                             | Крис Джерико победил Криса Бенуа, Эдди Герреро и Икс-пака                                               | Матч Fatal 4-Way за титул интерконтинентального чемпиона WWF                                                           | 12:18 |
| 4                             | Стефани Макмэн-Хелмсли победила Триш Стратус                                                            | Одиночный матч | 8:30  |
| 5                             | Трипл Эйч победил Стива Остина                                                                          | Матч «Три стадии ада»: 1. Матч один на один (Остин) 2. Уличная драка (Трипл Эйч) 3. Матч в стальной клетке (Трипл Эйч) | 39:27 |
| 6                             | Стивен Ричардс победил Джерри «Короля» Лоулера (с Кошкой)                                               | Одиночный матч | 5:31  |
| 7                             | «Братья Дадли» (Бубба Рэй и Ди-Вон) победили Эджа и Кристиана и «Братьев разрушения» (Кейн и Гробовщик) | Тройной командный матч со столами за титул командных чемпионов WWF                                                     | 12:06 |
| 8                             | Скала победил Курта Энгла                                                                               | одиночный матч за титул чемпиона WWF                                                                                   | 16:54 |
| H — матч на Sunday Night Heat | | |       |